# Aeschropteryx marciana
Aeschropteryx marciana là một loài bướm đêm trong họ Geometridae.